# Иессе Кахетинский
батонишвили Иессе (груз. იესე), также известный как Иса-Хан Гюрджю (ок. 1527 — 1580) — грузинский принц из царского рода Багратионов (Кахетинский Царский Дом), которому удалось создать впечатляющую карьеру на службе династии Сефевидов в Иране, и в течение нескольких лет бывший правителем города Шеки на территории современного Азербайджана.

## Происхождение

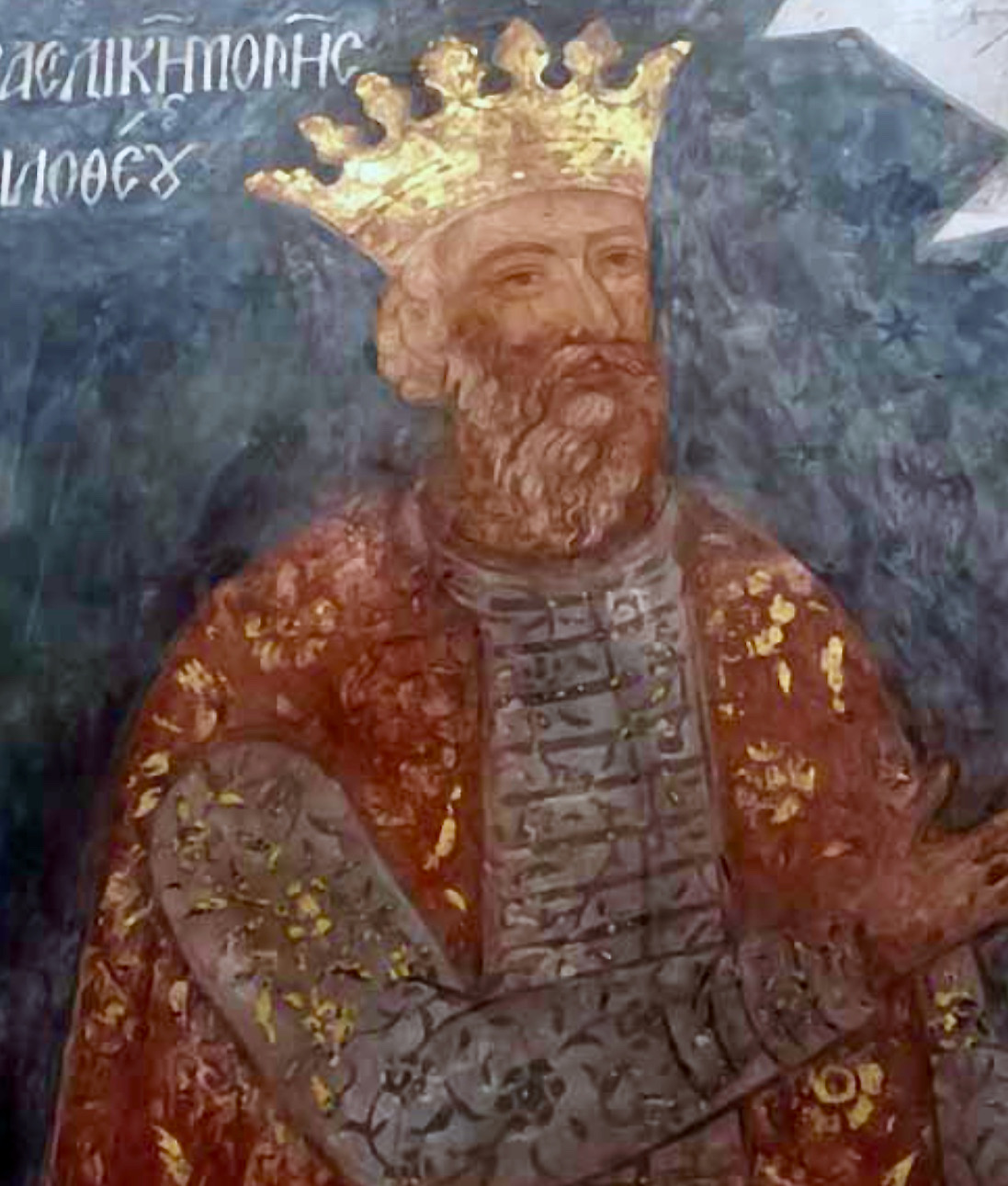
Царь Кахетии Леван, отец Иессе

Иессе был сыном царя Кахетии, Левана, от его первой жены, Тинатин Гуриели.
Будучи молодым принцем, Иессе был поставлен своим отцом во главе грузинских вспомогательных войск, запрошенных сефевидским шахом Тахмаспом I во время его войны с Османской империей (1532–1555 гг.).
После заключения мира, Иессе остался заложником в Иране у шаха, где был вынужден принять ислам и принял имя Иса-Хан Гюрджю (гурджи с персидского - волк/сила, так называли грузин).

### Губернатор Азербайджанского города
В 1558 или 1560 году Шах Тахмасп I назначил его губернатором Шеки, мусульманского города недалеко от границы с его родиной. Во время своего вступления в должность он также был возведен в ранг фарзанда («сына») царем Сефевидов.
Иессе также мог быть неназванным грузинским принцем, о котором английский исследователь Энтони Дженкинсон сообщил, что он присутствовал на аудиенции у шаха Тахмаспа 20 ноября 1562 года. Альтернативно, грузинский принц отождествляется с Дауд-ханом, братом короля Картли - Симона I Великого.

### Карьера на службе в Сефевидском Иране
В 1576 году Иса-хан оказался втянутым в борьбу за власть после смерти шаха Тахмаспа.
Он входил в базирующуюся в Казвине грузинскую фракцию, в которую входила грузинская вдова Тахмаспа, Захра Баджи, также там присутствовала принцесса Шаликашвили, которая пыталась обеспечить наследование младшему сыну Тахмаспа, Гейдару. Но конкурирующая фракция, в которой доминировала суннитская знать, убила Гейдара в Казвине и посадила на трон Исмаила II.
По словам историка XVII века Искандер-бека Мунши,
Иса-хан был заключен вместе с другим грузином, Симоном I царём Картлийским, в Аламуте и вместе с ним освобожден шахом Исмаилом
Мунши, возможно, перепутал его с Арчилом, сыном Баграта, князя Мухрани.
С приходом на престол шаха Мухаммада Худабенде в 1578 году, Иса-хан снова оказался в фаворе.
Вместе с Симоном и еще одним грузином, шахом Рустамом Луром, он присутствовал на коронации Худабенде, и все трое удостоились чести целовать ноги шаха. Верность Исы-хана Сефевидам была подтверждена в 1578 году его женитьбой на дочери Абу'л-Насира Сэма Мирзы, сводного брата шаха Тахмаспа I и сына Исмаила I от его жены, дочери Хусейна Хан-э Шамлу. В том же году Иса-хану пришлось бежать от османской армии Лалы Кара Мустафы-паши.
Затем он вернулся в православное христианство и бежал на родину, Кахетию, где вскоре умер, приблизительно в 1580 году.

## Семья и дети
У Иессе было четыре ребенка от неназванной женщины:
- князь Баграт (умер после 1607 г.), который двадцать лет находился в плену у шаха Сефевидов (1580–1600), после этого уехал в Россию, где с 1607 г. жил как князь Панкратий Иессеевич Грузинский.
- князь Махмад-Мирза (1580 г.).
- князь Хосро (умер после 1574 г.).
- Неизвестная по имени дочь (эт. 1605).